# Gresaubach
 (décembre 2012).
Gresaubach est un quartier de la ville allemande de Lebach, située dans le Land de la Sarre et le district de Sarrelouis.

## Géographie

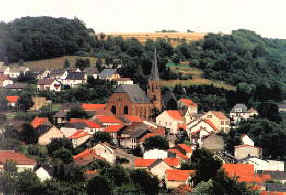